# IC 3864
IC 3864 ist eine Galaxie vom Hubble-Typ S im Sternbild Haar der Berenike.
Das Objekt wurde am 27. Januar 1904 von Max Wolf entdeckt.